# ناحیه هاستون (شهرستان آدامز، ایلینوی)
ناحیه هاستون، شهرستان آدامز، ایلینوی (به انگلیسی: Houston Township) یک منطقهٔ مسکونی در ایالات متحده آمریکا است که در شهرستان آدامز، ایلینوی واقع شده‌است. ناحیه هاستون ۲۲۱ نفر جمعیت دارد و ۲۱۱ متر بالاتر از سطح دریا واقع شده‌است.